# 인적오류
인적오류, 인적과오(人的過誤), 인간의 실수, 휴먼 에러(human error)는 인간에 의해 의도치 않게 벌어진 것으로, 일정한 규칙이나 외부 관찰자에 의해 바라지 않았던 일 또는 작업이나 시스템적으로 허용된 제한을 벗어나게 한 일이다. 인적오류는 산업 내 재난사고에 기여하는 주된 요인으로 언급되고 있으며 그 정도는 다양하다. 예를 들면 스리마일섬 원자력 발전소 사고와 같은 발전소 사고, 조종사 과실과 같은 항공사고, 챌린저 우주왕복선 폭발 사고, 컬럼비아 우주왕복선 공중분해 사고와 같은 우주 탐험 사고, 의료 과실 등이 있다. 인적오류의 예방은 일반적으로 (복잡한) 시스템의 신뢰성과 안전에 주로 기여하는 것으로 관찰된다. 인적오류는 위험 사건들에 주로 기여하는 원인들 가운데 하나이다.

## 정의

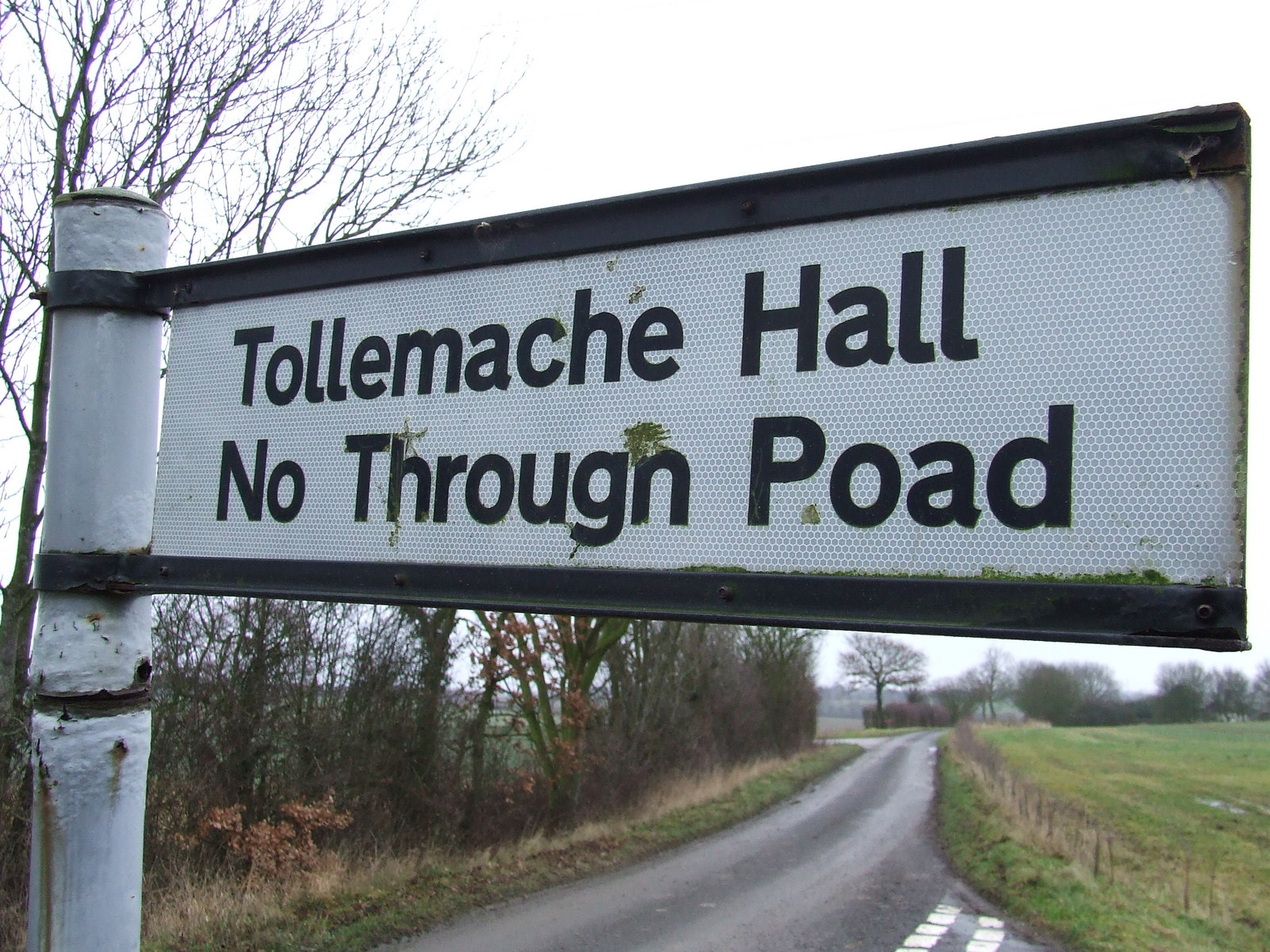
철자 오류가 있는 표지판. "road"라는 단어가 R 대신 P로 잘못 철자가 쓰여 있다.

인적오류는 "행위자가 의도하지 않았거나, 일련의 규칙이나 외부 관찰자가 원하지 않았거나, 또는 과제나 시스템을 허용 가능한 한계 밖으로 이끈" 무언가가 행해진 것을 말한다. 간단히 말해, 이는 의도, 기대 또는 바람직함에서 벗어난 것이다. 논리적으로, 인간의 행동은 두 가지 다른 방식으로 목표 달성에 실패할 수 있다: 행동은 계획대로 진행될 수 있지만 계획이 부적절할 수 있고(착오로 이어짐); 또는 계획은 만족스러울 수 있지만 수행이 미흡할 수 있다(슬립; 실수와 랩스; 망각으로 이어짐). 그러나 특정한 것을 달성하려는 계획이 없었다면 단순한 실패는 오류가 아니다.

## 행위
인적오류와 행위는 동전의 양면과 같은데, "인적오류" 메커니즘이 "인적행위" 메커니즘과 동일하기 때문이다. 후에 '오류'로 분류되는 행위는 사후에 그렇게 판단되는 것이다. 따라서 후에 "인적오류"라고 일컬어지는 동작들은 사실상 인간 행동의 일반적인 스펙트럼의 일부이다. 일상생활에서의 부주의에 대한 연구는 이러한 행동 양상에 대한 풍부한 문서화와 범주화를 제공한다. 인적오류가 사고 조사와 위험 평가의 고전적 접근법에 확고히 자리 잡고 있는 반면, 회복탄력 공학과 같은 새로운 접근법에서는 그 역할이 없다.

## 분류
인적오류를 분류하는 방법은 여러 가지가 있다.
- 외인성 대 내인성 오류(즉, 개인 외부에서 발생하는 것과 내부에서 발생하는 것)[8]
- 상황 평가 대 반응 계획[9] 및 관련 구분
  - 문제 감지의 오류(탐지 이론 참조)
  - 문제 진단의 오류(문제 해결 참조)
  - 행동 계획 및 실행의 오류[10](예: 실행의 실수 대 의도의 오류[11][3])
- 분석 수준별; 예를 들어, 지각적(예: 착시) 대 인지적 대 의사소통적 대 조직적
- 물리적 조작 오류[12]
  - '실수'는 물리적 행동이 즉각적인 목표를 달성하지 못할 때 발생
  - '망각'은 기억력이나 회상의 실패와 관련됨
- 능동적 오류 - 관찰 가능한 물리적 행동으로, 장비, 시스템 또는 시설의 상태를 변화시켜 즉각적인 원치 않는 결과를 초래함
- 잠재적 인적오류는 숨겨진 조직 관련 약점이나 잠재된 장비 결함을 초래함; 이러한 오류는 발생 시 눈에 띄지 않을 수 있으며, 즉각적인 결과가 나타나지 않음
- 장비 의존성 오류 - 하드웨어 제어 또는 물리적 안전 장치가 항상 작동할 것이라는 가정으로 인한 경계심 부족
- 조직 오류 - 함께 일하는 두 명 이상의 사람들 사이의 사회적(대인적) 상호작용으로 인해 생기는 경계심 부족
- 개인적 의존성 오류 - 안전하지 않은 태도와 인간 본성의 함정으로 인한 자만심과 과신

## 자료
인적오류에 대한 인지적 연구는 매우 활발한 연구 분야로, 기억력과 주의력의 한계와 관련된 연구뿐만 아니라 가용성 휴리스틱 및 기타 인지적 편향과 같은 의사결정 전략에 대한 연구도 포함한다. 이러한 휴리스틱과 편향은 유용하고 종종 정확한 전략이지만, 체계적인 오류 패턴을 초래할 수 있다.
인간 의사소통에서의 오해는 대화 분석에서 연구되어 왔으며, 협력 원칙과 그라이스의 대화격률 위반에 대한 조사 등이 포함된다.
오류나 기능 장애에 대한 조직적 연구에는 안전 문화에 대한 연구가 포함되어 왔다. 조직 분석을 포함하는 복잡한 시스템 실패를 분석하는 한 기법은 '관리 감독 위험 트리 분석'이다.

## 논란

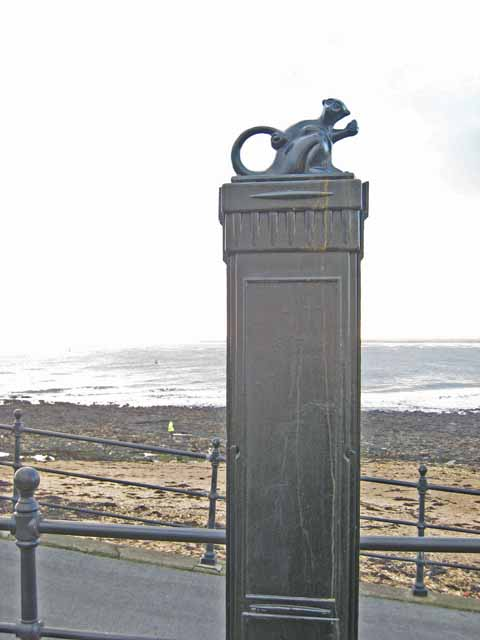
영국 하틀풀에 있는 이 동상은 현지인들이 프랑스 군인으로 오인하여 죽인 영장류 "하틀풀 원숭이"를 기린다.

일부 연구자들은 인간의 행동을 "올바른" 또는 "잘못된"의 이분법적으로 구분하는 것이 복잡한 현상을 지나치게 단순화하는 해로운 방식이라고 주장해 왔다. 인간 수행능력의 가변성과 인간 운영자(및 조직)가 그 가변성을 어떻게 관리할 수 있는지에 초점을 맞추는 것이 더 유익한 접근 방식일 수 있다. 위에서 언급한 회복탄력 공학과 같은 새로운 접근법은 복잡한 시스템에서 인간이 할 수 있는 긍정적인 역할을 강조한다. 회복탄력 공학에서는 성공(잘 되는 것)과 실패(잘못되는 것)가 동일한 기반, 즉 인간 수행능력의 가변성에서 비롯된다고 본다. 이에 대한 구체적인 설명으로는 효율성-철저성 상충 원칙이 있는데, 이는 개인과 집단을 포함한 모든 수준의 인간 활동에서 발견될 수 있다.

## 같이 보기
- 인간요인오류
- 포카 요케
- 오류 (논리학)